# 김석주 (1901년)
김석주(1901년 1월 21일~?)는 대한민국의 정치인이다. 제5대 국회의원을 지냈다.

## 역대 선거 결과
|  | 30.70% |

|  | 45.38% |